# Собор Непорочного Зачатия Пресвятой Девы Марии (Пекин)
Собор Непорочного Зачатия Пресвятой Девы Марии (также известен как «Собор у ворот Сюаньу» (кит. 宣武门天主堂) и «Южный собор» (кит. 南堂)) — исторический католический собор в центре Пекина.

## История
Датой основания собора считают 1605 год. Когда итальянский иезуит Маттео Риччи в начале XVII века прибыл в Пекин, то император отвёл ему под резиденцию место, которое находилось чуть западнее нынешнего местоположения собора. К резиденции было пристроено здание в китайском стиле, лишь крест на крыше которого указывал, что на самом деле это — христианская церковь. Её тогда называли «Капеллой у ворот Сюаньу».
В 1650 году на месте Капеллы у ворот Сюаньу под руководством немецкого иезуита Иоганна Адама Шалла фон Белла началось строительство новой церкви. Работы были завершены в течение двух лет. Хорошо относившийся к иезуитам император Шуньчжи бывал здесь не менее двух десятков раз, и у церкви была помещена стела с надписью «Возведено по императорскому указу».
В 1690 году Святым Престолом была учреждена пекинская архиепархия. В Пекине появился первый католический епископ — францисканец Бернардин делла Кьеза — и церковь стала собором.
В 1703 году начались расширение и реконструкция собора, и через десять лет, после их завершения, собор стал вторым в Пекине зданием, построенным в европейском стиле. В 1720 году здание было разрушено землетрясением. Было построено новое здание, в форме креста, которое в 1730 году тоже было повреждено землетрясением; на его ремонт император Юнчжэн выделил 1000 лянов серебра.
В 1775 году собор пострадал от пожара, и император Цяньлун выделил на его реставрацию 10.000 лянов.
В 1838 году вышел императорский указ об ограничении деятельности католической церкви в Китае. В соответствии с этим указом собор был конфискован государством, и возвращён церкви лишь после Второй Опиумной войны в 1860 году.
В 1900 году во время восстания ихэтуаней собор был 14 июня, как и прочие церкви Пекина, разрушен до основания. В 1904 году на этом месте было возведено современное здание.